# Murray Smith
Murray Smith er en engelsk forfatter og professor i filmvidenskab ved University of Kent i England. Smith arbejder inden for den kognitivistiske filmteori. I bogen Engaging Characters: Fiction, Emotion and the Cinema fra 1995 argumenterer Smith for, at karakterer er centrale for vores oplevelse af spillefilm. Ifølge Smith er karakterer centrale ift. hvordan seere engagerer sig følelsesmæssigt i spillefilm. Smith opererer med tre forskellige udtryk, der kan hjælpe med at skelne mellem reaktioner og forståelser af de karakterer, de ser. Han skelner mellem genkendelse (’’recognition’’), medfølgen (alignment) og loyalitet (”allegiance”).